# Kalmarska stolnica
Kalmarska stolnica (švedsko Kalmar domkyrka) stoji v mestu Kalmar v Smålandu na jugovzhodu Švedske. Stoji na trgu Stortorget, gradnja pa se je začela leta 1660. Stolnico je za Švedsko cerkev zasnoval arhitekt Nicodemus Tessin.

## Zgodovina
Novo mesto Kalmar je bilo zgrajeno na otoku Kvarnholmen sredi 17. stoletja. Prenos iz starega mestnega jedra je bil večinoma končan do leta 1658. Novo, utrjeno mesto je bilo načrtovano po renesančnih idealih. Cerkev in mestna hiša sta bili zato zgrajeni druga nasproti drugi na starem mestnem trgu (Stortorget Kalmar). Material za zidanje je apnenec z Gotlanda. Oboki, portali in okenske obloge so iz opeke. Streha je bila obložena z bakreno pločevino. Stolnica je bila zgrajena brez kupole in z visokimi okenskimi odprtinami.
Stolnico je zasnoval Nikodem Tessin starejši (1615–1681) in je eden najvidnejših primerov klasične baročne arhitekture, ki je bila preboj na Švedskem. Zasnova stolnice odraža kompleksnost modernizacije, ohranjanje liturgične uporabnosti in tradicije ter upoštevanje zahtev trdnjavskega mesta. Gradnja se je začela leta 1660, vendar je bila večkrat prekinjena, med drugim z izbruhom skanijske vojne (1675–1679). Dela so se po vojni nadaljevala in Kalmarska stolnica je bila dokončno končana leta 1703.

## Obnove
Skozi stoletja je bila cerkev deležna številnih obnov.
Leta 1783 se je začela obsežna zunanja in notranja obnova. Leta 1800 je mesto prizadel obsežen požar. Leta 1802 je bila škoda popravljena. V letih 1831–1834 je bila izvedena zunanja in notranja obnova po predlogu arhitekta Jacoba Wilhelma Gerssa (1784–1844). Zunanja obnova je vključevala tako zunanje stene kot streho cerkve.
V letih 1882–1883 je bila izvedena obnova notranjosti po predlogu arhitekta Helga Zetterwalla (1831–1907). V letih 1910–1914 je potekala obnova po načrtih in opisih del mestnega arhitekta Josefa Fredrika Olsona (1870–1947). Obnova v letih 1928–1932 je prav tako temeljila na predlogu Fredrika Olsona.
Med letoma 1981 in 1982 je bila izvedena obsežna obnova zunanjosti cerkve. Med letoma 2005 in 2011 je potekala obnova zunanjosti pod vodstvom arhitekturnega biroja Barup & Edström. Dela so vključevala obnovo strehe cerkve, obnovo kamna in barvanje fasade. Notranja obnova v letih 2006–2011 je med drugim pomenila dvig in razširitev kora ter nova tla.

## Oprema

### Oltar
Baročni glavni oltar je vreden ogleda. Zgrajen je bil leta 1712 po načrtih Nikodema Tessina mlajšega, ki jih je zasnoval leta 1704. Tessin je tako dokončal očetovo delo. V koroni je upodobljen golob, ki simbolizira Svetega Duha. Pod njim je prizor iz zgodbe o stvarjenju: Bog loči temo od svetlobe.
Oltarni nastavek je ustvaril Caspar Schröder. Slika je verjetno delo Davida von Kraffta in prikazuje Snemanje s križa.
Latinski napis nad oltarno mizo je vzet iz Janezovega evangelija (Jn 3,16). Miza je oblikovana kot sarkofag; na sprednji strani so simboli zmage (lovorov venec, palmove vejice). Križ na oltarni mizi je izdelan v italijanskem baročnem slogu. Stolnici je bil podarjen leta 1930.
Oltar obdajata skulpturi iz 18. stoletja: na levi je Vera (s križem in kelihom), na desni pa Milost (z rogom izobilja in plamenom binkoštnega čudeža).

### Prižnica
Prižnico je sredi 17. stoletja izdelal Baltazar Hoppenstedt in je najstarejši kos pohištva v stolnici. V stolnico so jo prinesli iz Velike cerkve, ki je stala ob gradu Kalmar do 1670-ih. Rezbarije prikazujejo Kristusov pasijon.
Rezonančna deska je sestavljena iz treh nivojev, pri čemer zgornji nivo prikazuje vstalega Kristusa z zmagovalnim praporom, obkroženega s spečimi vojaki. Srednji nivo prikazuje angele, ki nosijo mučilna orodja; v kotih so upodobljene ženske z vrči olja. Spodnji nivo ima več alegoričnih ženskih figur, ki med drugim simbolizirajo modrost, moč in materinsko ljubezen.
Mojzes služi kot nosilec prižnice.

### Lestenec
V središču stolnice visi bronast lestenec s 36 kraki, izdelan v Lübecku leta 1682. Okrašen je z grbom Kalmarja.
Tudi drugi lestenci izvirajo iz 17. stoletja.

### Krstilnik
Krstilnik v koru je izdelan iz apnenca in ima obliko ladje. Izdelal ga je Erik Sand.

## Galerija
- Okrašena prižnica
- Rezonatorska deska ali preizkuševalec prižnice
- Oltar
- Stenski spomenik
- Krstilnik, ki ga je izdelal kamnosek Elving Nilsson
- Orgle